# Psyrassa jaumei
Psyrassa jaumei är en skalbaggsart som först beskrevs av Fisher 1935.  Psyrassa jaumei ingår i släktet Psyrassa och familjen långhorningar.
Artens utbredningsområde är:
- Bahamas.
- Kuba.

Inga underarter finns listade i Catalogue of Life.